# Caitlin FitzGerald

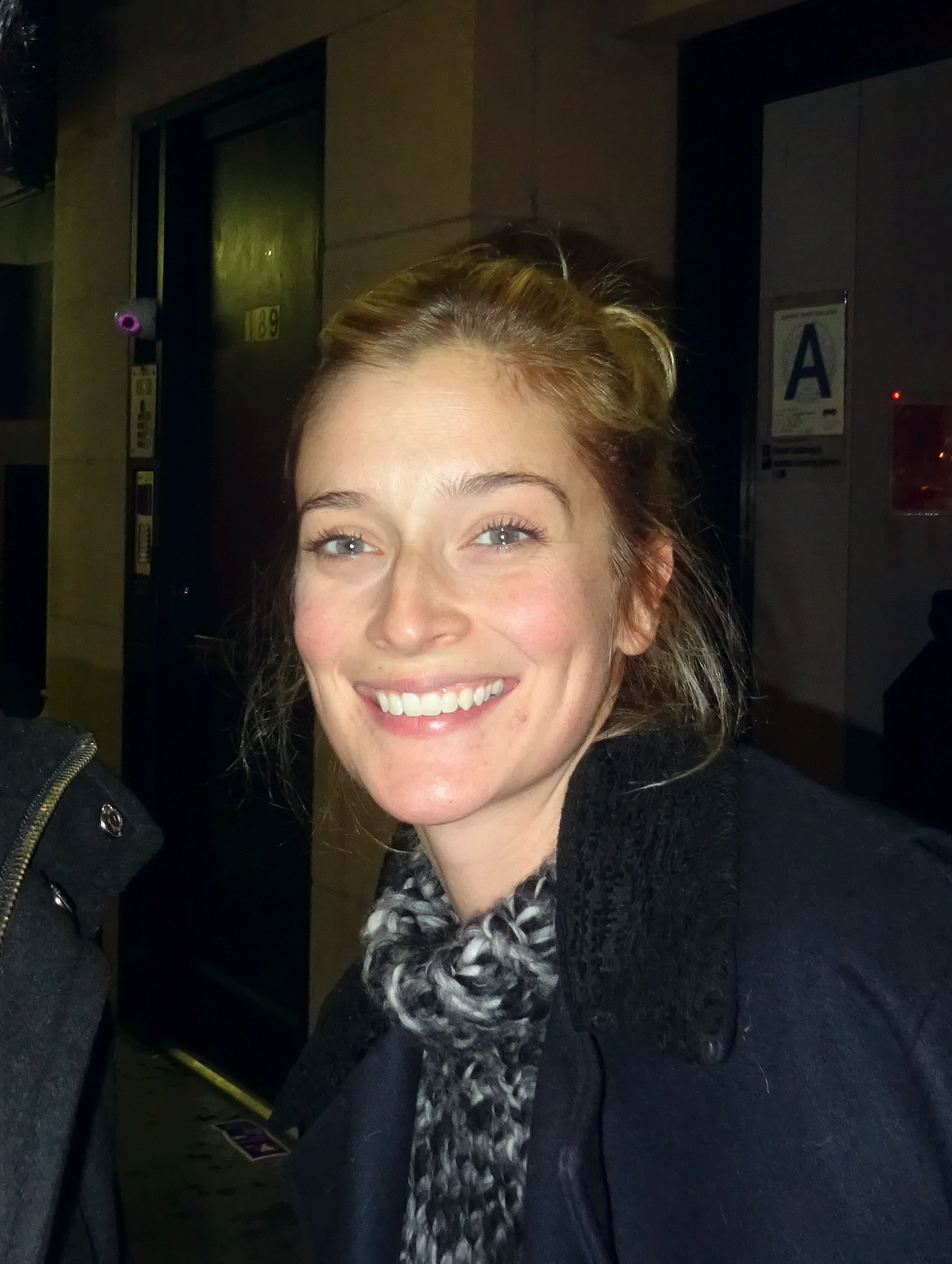
Caitlin FitzGerald (2016)

Caitlin FitzGerald (ur. 25 sierpnia 1983 w Maine) – amerykańska aktorka, która wystąpiła m.in. w filmie To skomplikowane i serialach Masters of Sex i UnReal.

## Filmografia

### Filmy
| Rok  | Tytuł                                        | Rola              | Uwagi                          |
| ---- | -------------------------------------------- | ----------------- | ------------------------------ |
| 2008 | A Jersey Christmas                           | Wellesley         |                                |
| 2009 | Zdobyć Woodstock                             | młoda kobieta     |                                |
| 2009 | My Last Day with You                         | Ashley            |                                |
| 2009 | Love Simple                                  | Keith             |                                |
| 2009 | To skomplikowane                             | Lauren Adler      |                                |
| 2011 | Dirty Movie                                  | Bank teller       |                                |
| 2011 | Pannice w opałach                            | Priss             |                                |
| 2011 | Newlyweds                                    | Katie             |                                |
| 2012 | The Fitzgerald Family Christmas              | Connie Fitzgerald |                                |
| 2012 | Like the Water                               | Charlie McRill    |                                |
| 2013 | Mutual Friends                               | Liv               |                                |
| 2014 | Adult Beginners                              | Kat               |                                |
| 2015 | Manhattan Romance                            | Theresa           |                                |
| 2016 | Zawsze piękna                                | Beth              |                                |
| 2016 | Mercy                                        | Melissa           |                                |
| 2016 | The Show                                     | Sylvia            | inny tytuł: This Is Your Death |
| 2017 | Czego życzy sobie kobieta                    | Alison            |                                |
| 2018 | Człowiek, który zabił Hitlera i Wielką Stopę | Maxine            |                                |
| 2020 | Proces Siódemki z Chicago                    | Daphne O'Connor   |                                |

### Telewizja
| Rok       | Tytuł                              | Rola                  | Uwagi                |
| --------- | ---------------------------------- | --------------------- | -------------------- |
| 2008      | Prawo i porządek: sekcja specjalna | Anna / Natalie Bleers | 1 odc.               |
| 2009      | Szpital Miłosierdzia               | Erika                 | 1 odc.               |
| 2010      | Jak to się robi w Ameryce          | przyjaciółka Rachel   | 1 odc.               |
| 2010      | Zaprzysiężeni                      | Benita                | 1 odc.               |
| 2011      | Plotkara                           | Epperly Lawrence      | 3 odc.               |
| 2013–2016 | Masters of Sex                     | Libby Masters         | gł. rola; 46 odc.    |
| 2016      | Jess i chłopaki                    | Diane                 | 1 odc.               |
| 2016      | Rectify                            | Chloe                 | 7 odc.               |
| 2017      | Code Black: Stan krytyczny         | dr Gretchen Kerr      | 2 odc.               |
| 2018      | UnReal                             | Serena                | gł. obsada (3 sezon) |
| 2018-2019 | Sweetbitter                        | Simone                | gł. rola             |
| 2018-2019 | Sukcesja                           | Tabitha               | 3 odc.               |
| 2021-2022 | Station Eleven                     | Elizabeth             | 4 odc.               |
| 2022      | Kim jest Anna?                     | Mags                  | 3 odc.               |